# Катарина Гојковић
Катарина Гојковић (Чикаго, 21. децембар 1967) српска је глумица.

## Биографија
Ћерка је познатог певача Предрага Цунета Гојковића. Од седме године била је члан драмског студија РБ-а код педагога Мирослава Мике Алексића. Током школовања, поред глуме, бавила се и музиком, и са сестром и пријатељима, имала је рок бенд Француска собарица. Завршила је Факултет Драмских Уметности у Београду и дипломирала у класи проф. Миленка Маричића. Била је стипендиста, а потом члан Југословенског Драмског Позоришта до 1997. године.
Активна је на позоришним сценама Београда од 1987. године. Од 1997-2003. борави у Лос Анђелесу, Калифорнија, САД. По повратку из САД, наставља каријеру представом Лулу, у режији Горчина Стојановића. Тиме су јој се отворила врата за следеће пројекте од чега су већина били мјузикли: Чикаго, Јадници, Глорија, Коса, Ребека.
Течно говори енглески језик. Живи и ради у Београду. Ћерка је познатог певача Предрага Гојковића Цунета.

## Театрографија
- 1987. Под Прешерновом бистом - аутор: А.Гољевшчек, редитељ: проф. М.Маричић, (Атеље 212)
- 1987. Луча микрокозма - аутор: П.П.Његош, редитељ: Б.Мићуновић, (ЈДП)
- 1988. Народни посланик - аутор: Б.Нушић, редитељ: проф. М.Маричић, (Позориште на Теразијама)
- 1989. Ваљевска болница - аутор: Д.Ћосић, редитељ: проф. Д.Мијач, (ЈДП)
- 1989. Кабаре - аутор и редитељ: И. Менсур, (ЈДП)
- 1990. Дибук - аутор: Ански, редитељ: Е.Милер, (ЈДП)
- 1990. Пролетерска фарса - аутор: Р.Павловић, редитељ: Е.Савин, (Позориште Душко Радовић)
- 1991. Позоришне Илузије - аутор: Корнеј, редитељ: С.Унковски, (ЈДП)
- 1992. Последња потера за златом - аутор: Г.Михић, редитељ: Б.Мићуновић, (СКЦ)
- 1993. Флорентински шешир - аутор: Е.Лабиш, редитељ: Љ.Драшкић, (ЈДП)
- 1993. Нижински - аутор: М.Поповић, редитељ: И.Менсур, (ЈДП)
- 1993. Веселе жене виндзорске - аутор: В.Шекспир, редитељ: Б.Плеша, (ЈДП)
- 1993. Плава птица - аутор: М.Метерлинк, редитељ: И.Менсур, (ЈДП)
- 1994. Лота Лења - кабаре Нова Европа - аутор и редитељ: М.Карановић, (Битеф театар)
- 1994. Терговци - аутор: Голдони, редитељ: В.Огњеновић, (ЈДП)
- 1995. Моја драга - аутор: Р.Павловић, редитељ: Д.Бајић, (Звездара Театар)
- 1995. Ћинцано за Смирнову - аутор: Љ.Петрушевска, редитељ: В.Дворцин, (ЈДП)
- 1997. Београдска трилогија - аутор: Б.Србљановић, редитељ: Г.Марковић, (ЈДП)
- 1997. Мизантроп - аутор: Молијер, редитељ: Д.Мијач, (ЈДП)
- 2005. Лулу - аутор: Ведекинд, редитељ: Г.Стојановић, (ЈДП)7
- 2005. Виторио јес' био мали, ал' је био добар човек - аутор: Ж.Мијановић, редитељ: С.Салетовић, (Позориште Славија)
- 2006. Чикаго - аутор: Еб, Фоси, Кендер, редитељ: К.Младеновић, (Позориште на Теразијама)
- 2006. Драги тата - аутор: М.Богавац, редитељ: Б.Лијешевић, (ЈДП)
- 2007. Јадници - аутор: В.Иго, редитељ: Н.Брадић, (Опера & Театар Мадленианум)
- 2010. Глорија - аутор: Р.Маринковић, редитељ: И.Милошевић, (Позориште на Теразијама)
- 2011. Звездарске звездице - аутор и редитељ: Г.Поповић, (Установа Културе Вук Караџић)
- 2012. Ребека - аутор: Д.Морние, С.Леваи, редитељ: Н.Брадић, (Опера & Театар Мадленианум)
- 2013. Повратак у Монтенегро - аутор: Ж.Мијановић, редитељ: С.Салетовић, (Позориште Славија)
- 2013. Јадници - Репремијера
- 2015. Упознај мог тату - аутор: А.Ејкборн, редитељ: С.Копривица, (Дом омладине)[2]
- 2016. Дан одлуке - аутор: К.Редин, редитељ: М.Манојловић, (Позориште Бошко Буха)
- 2016. Пепељуга - аутор: И.Бојовић, редитељ: И.Милошевић, (Позориште Бошко Буха)[3]
- 2017. Љубав и мода - аутор: С.Копривица, редитељ: А.Николић, (Опера & Театар Мадленианум)[2]
- 2017. Успавана лепотица - аутор: М.Деполо, редитељ: Т.Мандић Ригонат, (Позориште Бошко Буха)
- 2017. Флорентински шешир - аутор: Е.Лабиш, редитељ: Д.Михајловић, (Позориште Бошко Буха)[2]
- 2017. Чаробњак из Оза - аутор: Ф.Баум, редитељ: С.Копривица, (Позориште Бошко Буха)
- 2017. Мајстори, мајстори - аутор: Г.Марковић, редитељ: М.Караџић, (Позориште Бошко Буха)
- 2018. Робин Худ - аутор: С.Обрадовић, редитељ: В.Мићуновић, (Позориште Бошко Буха)[2]
- 2018. Оливер Твист - аутор: Ч.Дикенс, редитељ: М.Караџић, (Позориште Бошко Буха)[2]
- 2019. Вртешка - аутор: А.Шницлер, редитељ: Д.Михајловић, (Позориште Бошко Буха)[2]
- 2020. Коњић Грбоњић - аутор: браћа Пресњаков, редитељ: И.Милошевић, (Позориште Бошко Буха)
- 2022. Убиство у Оријент Експресу - аутор: А.Кристи, редитељ: Д.Михајловић, (Позориште Бошко Буха)
- 2023. Тајни Дневник Адријана Мола - аутор: С.Таунзенд, редитељ: Т.Мандић-Ригонат, (Позориште Бошко Буха)

## Улоге
| Год.       | Назив                               | Улога                  |
| ---------- | ----------------------------------- | ---------------------- |
| 1980-е     |                                     |                        |
| 1987.      | Погрешна процена (ТВ)               | Комунисткиња на ливади |
| 1988.      | Роман о Лондону (мини-серија)       | Пеги                   |
| 1988.      | Север и југ (ТВ)                    | Ештон                  |
| 1989.      | Бој на Косову                       | Косовка девојка        |
| 1990-е     |                                     |                        |
| 1990.      | Ваљевска болница                    | Милена                 |
| 1992.      | Театар у Срба (серија)              | Дева Марија            |
| 1993.      | Кажи зашто ме остави                | Ивана                  |
| 1999.      | Бело одело                          | Курва 2                |
| 2000-е     |                                     |                        |
| 2008−2009. | Мој ујак (серија)                   | Миланка                |
| 2009.      | Заувијек млад (серија)              | Симона                 |
| 2010-е     |                                     |                        |
| 2010.      | Шесто чуло (серија)                 | Катарина Обрадовић     |
| 2019.      | Реална прича                        | Радмила                |
| 2020-е     |                                     |                        |
| 2020.      | Мама и тата се играју рата (серија) | Радмила                |
| 2021.      | Азбука нашег живота (серија)        | Биља                   |
| 2022.      | Господари пакла                     | старчева ћерка         |

## Улоге на телевизији
- Андрија и Анђелка
- Сумњива лица
- Кукурику шоу
- Ургентни центар
- Комшије
- Шифра Деспот
- Мамини синови
- Погрешан човек